# 오미야게

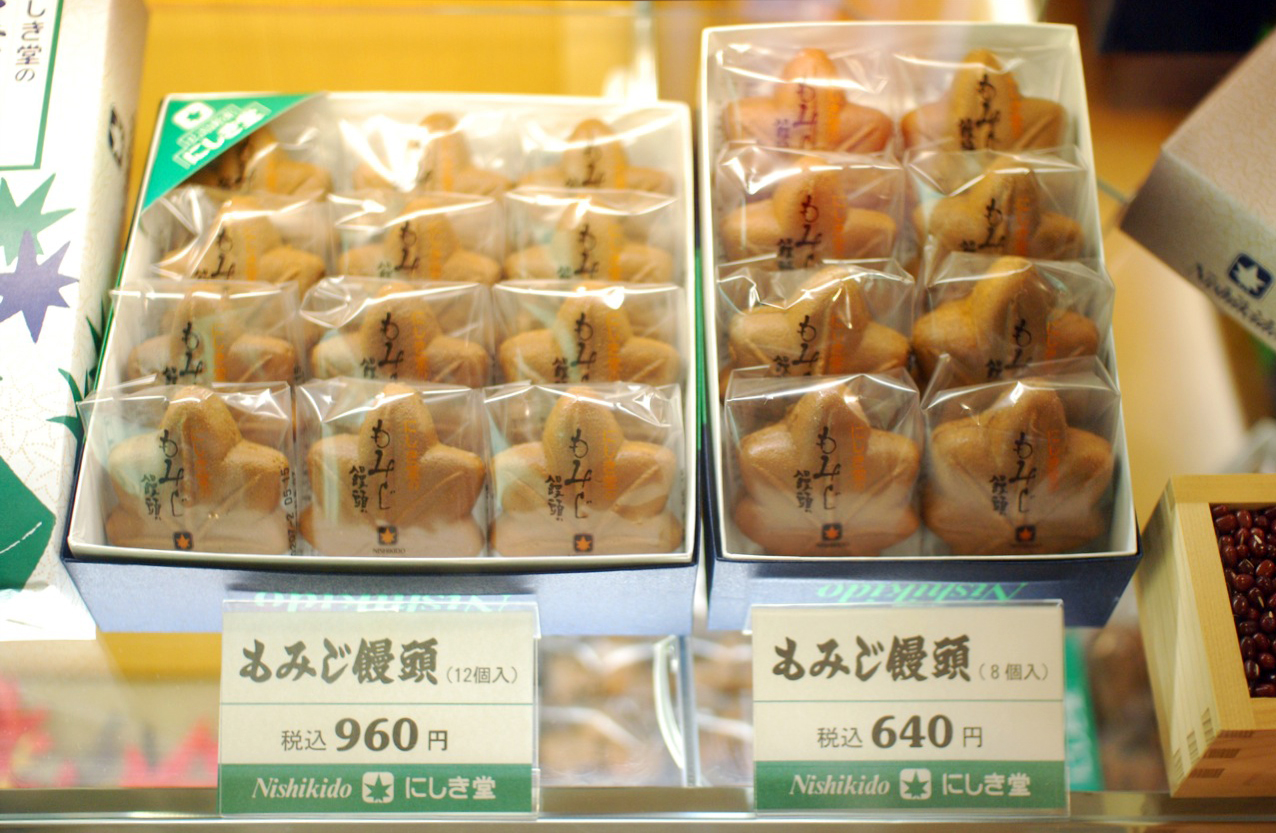
일본의 모미지 만주 오미야게

오미야게(お土産)는 여행자가 목적지에서 친구, 가족, 동료에게 선물을 가져오는 일본의 전통이다. 기념품과 달리 스스로 구입하는 것이 아니며 일반적으로 여행을 떠나지 않은 사람들에게 쉽게 배포할 수 있도록 여러 개의 작은 부분으로 포장된 지역별 식품이다.
오미야게는 일반적으로 사탕, 케이크, 쿠키와 같은 달콤한 품목이다. 그러나 알코올, 건조 스낵, 쌀과자 등도 포함될 수 있다.
이것들은 메이부츠에서 자주 선택된다. 특정 지역과 관련된 제품. 여행에서 동료나 가족에게 오미야게를 가져오는 것은 사회적 의무로 간주되며 여행자의 부재에 대한 사과의 한 형태로 간주될 수 있다. 일본 관광지에서는 오미야게 판매가 큰 사업이다.
일본의 특정 지역과 관련된 특산물을 '토구산힌'이라고 한다. 필리핀에서도 비슷한 전통이 파살루봉(Pasalubong)이라고 불린다.

## 같이 보기
- 미야게가시